# Aceite de marsopa
El aceite de marsopa se obtiene de la grasa de la marsopa marrón. 
Es un aceite graso de color amarillo claro, es soluble en éter, benceno, disulfuro de carbono y cloroformo. Se emplea como lubricante, para la limpieza de cueros, como aceite para alumbrado y en parafina amorfa para la fabricación de jabón.
- Datos: Q5656374